# 제명
제명(除名)이란 집단에서 회원의 자격을 박탈하는 것을 말한다.

## 판례

### 주주의 제명을 정한 주식회사 정관의 효력
주식회사에서 주주의 제명은 허용되지 아니한다.

## 대한민국 국회의 제명
실제 제명된 사례는 김영삼 의원 제명 파동이 유일하다. 김옥선은 유신시대에 박정희 정부를 비판했다가 제명이 확실시되자 사직하였다.
아나운서를 비하하고 허위로 무고죄로 고소한 사건에 대한 품위 위반 문제로 2011년 8월 31일 강용석에 대한 제명안이 상정되었으나 부결되었다. 2015년에는 심학봉이 성추문 논란에 휩싸여 제명이 확실시되자 제명안이 상정되는 날에 사직서를 냈고, 국회가 사직서를 먼저 처리하면서 제명이 이뤄지지 않았다.

## 정당의 제명
정당은 당원을 제명할 수 있다.

### 셀프제명
신민당이 삼선 개헌에 찬성한 의원들을 제명한 뒤 자진해산을 한 사건과 통합진보당의 신당권파가 부정경선 사태 이후 통합진보당을 떠나 새로운 정당을 구성하면서 의원직을 유지하고자 스스로 제명한 사건이 있다.